# Karin Melis Mey
Karin Melis Mey (Pretòria, 31 de maig de 1983) és una atleta turca de salt de llargada. Nascuda Karin Mey com a sud-africana, des de 2008 és ciutadana de Turquia i va representar el país en competicions internacionals, començant amb els Jocs Olímpics d'Estiu de 2008. Va ser la primera atleta turca en rebre una medalla de bronze en un mundial, amb el seu salt de 6m80 al Campionat Mundial d'Atletisme de 2009 a Berlín. També estara als Jocs Olímpics d'Estiu de 2016.
Mey és esportista de Fenerbahçe SK i està casada amb el seu entrenador, Charley Stohmenger.